# Teslin transformator
Teslin transformator, rezonancijski transformator ili Teslina zavojnica je transformator za proizvodnju visokog napona (do nekoliko milijuna volti) i izmjenične struje visokih frekvencija (do nekoliko stotina kiloherca) kojeg je izumio Nikola Tesla 1891.
Osnova uređaja sastoji se od primarne zavojnice, visokonaponskog električnog kondenzatora, iskrišta, sekundarne zavojnice i vršnog sferičnog ili toroidnog kondenzatora.
Zavojnice mu ne sadrže željeznu jezgru jer bi s njom, zbog visokih frekvencija, gubitci energije bili izrazito veliki. Zato ovakav transformator spada u zračne transformatore.

## Povijest
Tesla je tvrdio da će električno osvjetljenje biti ekonomičnije ako se upotrijebi izmjenična električna struja sa znatno većom frekvencijom od 50 Hz. Prvi Teslin visokofrekventni generator izmjenične struje je imao 400 parova polova te je pri 3000 okretaja u minuti davao struju od 10 kHz. No Tesla je počeo ispitivati i druge mogućnosti dobivanja visoke frekvencije i vrlo visokog napona. Pronašao je da se to može postići upotrebom promjenjivog razmaka na iskrištu, slično svjećici Ottovog motora. Kod električne iskre nastaju električne oscilacije čiji broj iznosi od 100 kHz do 1 MHz, zbog čega u takvom krugu nastaje isto toliki broj prekida struje. Prema tome će i magnetsko polje ovakvog oscilirajućeg kruga mijenjati svoj smjer na istoj frekvenciji. Ako se u takvo promjenjivo magnetsko polje unese vodič, u njemu će se inducirati struja visoke frekvencije i visokog napona.
Tesla je u svom patentu naveo da munje prilikom pražnjenja proizvode električne oscilacije unutar Zemlje, što je opazio i izmjerio preciznim mjernim instrumentima. Opažanja su pokazala da se valne duljine takvih električnih valova kreću od 25 do 75 km te da se radi o stojnim valovima.

## Princip rada
Primarna zavojnica transformatora sastoji se od desetak navoja debele metalne žice, šuplje cijevi ili trake. Promjer zavojnice može biti reda veličine centimetra pa sve do desetak metara. 
U sredini primarne zavojnice nalazi se relativno uska sekundarna zavojnica promjera reda veličine decimetra, s oko tisuću zavoja tanke i dobro izolirane žice. Kao izolator može poslužiti zrak ili drugi dielektrik poput transformatorskog ulja. Najveći vizualni efekt se postiže kada titrajni krug sekundarne zavojnice ima isti period titranja kao titrajni krug primarne zavojnice. 
Prva faza rada je nabijanje visokonaponskog električnog kondenzatora do napona od nekoliko kilovolta pomoću izvora izmjenične struje, najčešće pomoću visokonaponskog feritnog transformatora. U drugoj fazi dolazi do izboja na iskrištu, pražnjenja kondenzatora i nastanka visokofrekventnog titranja (punjenja i pražnjenja kondenzatora kroz zavojnicu). Inducirano magnetsko polje primarne zavojnice inducira redovima veličine viši napon u sekundarnoj zavojnici. Visoki naponi u Teslinom transformatoru stvaraju posebno snažne iskre ako se na vrh sekundarne zavojnice stavi sekundarni kondenzator u obliku metalne šuplje kugle ili toroida pri čemu nastaju stojni valovi između Zemlje i ionosfere.
Visokofrekvencijsko titranje električnog polja u okolini ovakvog uređaja izaziva luminiscenciju plinova pod niskim tlakom.

## Primjena
Tesla je svoje konstrukcije transformatora uglavnom koristio za pokuse s bežičnim prijenosom energije i prijenosom informacija na daljinu, pri čemu je iskrenje bilo problem kojeg je nastojao svesti na minimum. Zbog toga što takvi transformatori uzrokuju intenzivan radio-šum i imaju velike gubitke energije, danas nemaju bitnu primjenu. U današnje se vrijeme koriste modifikacije koje izazivaju što veće iskrenje u demonstracijsko-obrazovne svrhe, a grade ih muzeji, fakulteti i entuzijasti. 

### Teslina struja
Teslina struja je visokofrekventna izmjenična električna struja nastala u sekundarnom strujnom krugu Teslinog transformatora specifična po tome što ne izaziva izravnu reakciju živaca i grčenje mišića, već dijatermijsko grijanje.

## Vanjske poveznice
- Veliki Teslin transformator u Oklahomi - You Tube